# Alfabeto Deseret
O alfabeto Deseret (/ˌdɛzəˈrɛt/; Deseret: 𐐔𐐯𐑅𐐨𐑉𐐯𐐻 ou 𐐔𐐯𐑆𐐲𐑉𐐯𐐻) é uma reforma ortográfica fonêmica da língua inglesa desenvolvida entre 1847 e 1854 pelo conselho de regentes da Universidade de Deseret sob a liderança de Brigham Young, o segundo presidente da Igreja de Jesus Cristo dos Santos dos Últimos Dias (SUD). George D. Watt teria sido o mais ativamente envolvido no desenvolvimento dos novos caracteres do roteiro,:159 que foram usados para substituir os do alfabeto fonotípico inglês de Isaac Pitman. Ele também foi o primeiro usuário fiel do "Novo Alfabeto".:12 A escrita recebe seu nome da palavra deseret, um hápax legómenon no Livro de Mórmon, que se diz significar "abelha" no único versículo em que é usada.
O alfabeto Deseret foi uma consequência do idealismo e da utopia de Young e dos primeiros membros da Igreja SUD. Young e os pioneiros mórmons acreditavam que "todos os aspectos da vida" precisavam ser reformados para o milênio iminente, e o alfabeto Deseret era apenas uma das muitas maneiras pelas quais eles buscavam realizar uma completa "transformação na sociedade",:142 em antecipação à Segunda Vinda de Jesus. Young escreveu sobre a reforma que "ela representaria cada som usado na construção de qualquer idioma conhecido; e, de fato, um passo e um retorno parcial a um idioma puro que nos foi prometido nos últimos dias", que significava o idioma adâmico puro falado antes da Torre de Babel.
Em declarações públicas, Young afirmou que o alfabeto substituiria o alfabeto latino tradicional por um alfabeto alternativo, mais foneticamente preciso, para o idioma inglês. Isso ofereceria aos imigrantes a oportunidade de aprender a ler e escrever em inglês, cuja ortografia, segundo ele, costuma ser menos consistente foneticamente do que a de muitos outros idiomas.:65–66 Young também propôs o ensino do alfabeto no sistema escolar, declarando: "Será o meio de introduzir uniformidade em nossa ortografia, e os anos que agora são necessários para aprender a ler e soletrar podem ser dedicados a outros estudos".
Entre 1854 e 1869, o alfabeto foi usado em passagens bíblicas de jornais, registros selecionados de igrejas, alguns diários e algumas correspondências. Ocasionalmente, placas de rua e pôsteres usavam as novas letras. Em 1860, uma moeda de ouro de US$ 5 foi gravada em 𐐐𐐬𐑊𐐨𐑌𐐮𐑅 𐐻𐐭 𐑄 𐐢𐐫𐑉𐐼 (Santidade ao Senhor). Em 1868-1869, depois de muita dificuldade em criar fontes adequadas, quatro livros foram impressos: duas cartilhas escolares, o Livro de Mórmon completo e uma primeira parte dele, com a intenção de ser uma terceira leitura escolar.
Apesar da promoção repetida e dispendiosa feita pela Igreja SUD no início, o alfabeto nunca teve uso generalizado e foi considerado um fracasso pelos historiadores. Entretanto, nos últimos anos, com a ajuda da tipografia digital, o alfabeto Deseret foi revivido como uma herança cultural.
Foram feitas tentativas de neografias semelhantes, sendo que a mais conhecida para o inglês é o alfabeto Shaviano.

## História

### Criação (1847-1854)
O alfabeto de Deseret foi um projeto dos pioneiros mórmons, um grupo de primeiros seguidores da Igreja de Jesus Cristo dos Santos dos Últimos Dias (Igreja SUD) que, motivados por revelações de uma escatologia pré-milenar única, começaram a construir uma teocracia única no deserto de Utah, que na época ainda fazia parte do México, após a morte do fundador da igreja, o profeta Joseph Smith. Eles deveriam construir uma "cidade de Sião", onde os convertidos se reuniriam em preparação para a Segunda Vinda de Cristo. Como parte dessa reunião, em 1848, os líderes da Igreja pediram aos convertidos na Europa que "emigrassem o mais rápido possível" para a Grande Bacia. Lá, no "Reino de Deus", sob a liderança teodemocrática fundida, eles estariam a salvo da queda do mundo apóstata da chamada "Babilônia".
Em 6 de março de 1849, as autoridades da Igreja organizaram o "governo livre e independente" chamado Estado de Deseret, mantendo o Conselho dos Cinquenta. Nesse contexto histórico, chamado de "O Reino Esquecido", havia uma "identidade absoluta de propósito religioso e temporal em toda a história do Alfabeto". Essa fusão teo-linguística foi observada por vários historiadores.
O "Novo Alfabeto" tinha o objetivo de corrigir "as corrupções e perversões da linguagem originalmente pura" e atender à necessidade urgente de um idioma que "respondesse às exigências de uma constante intercomunicação entre vários milhares de idiomas". Um idioma "adequado para atender à grande emergência da grande reunião e da grande obra de ensinar a lei do Senhor a todos os povos". Essa reforma da ortografia inglesa foi o primeiro passo para a restauração definitiva da língua adâmica para uso na dispensação milenar antecipada da plenitude dos tempos.
A Deseret Typographical Association chamou o alfabeto de "um precursor na série de desenvolvimentos que prepararão a humanidade para receber a linguagem pura". Brigham Young, Presidente da Igreja e Profeta, a "força motriz" da reforma, aguardava ansiosamente o momento "em que um homem estará cheio da luz da eternidade" e declarou: "Ainda verei o momento em que poderei conversar com este povo sem abrir a boca".
O alfabeto Deseret foi desenvolvido principalmente por um comitê formado pelo conselho de regentes da Universidade de Deseret, cujos membros incluíam os líderes da Igreja SUD Brigham Young, Parley P. Pratt, Heber C. Kimball e vários outros apóstolos. Segundo o professor da Universidade Brigham Young, Richard G. Moore, a maioria dos estudiosos acredita que a maior contribuição de George D. Watt para a forma real que o alfabeto assumiu, seus glifos exclusivos, foi a maior; além disso, ele "plantou a ideia da reforma ortográfica na mente de Brigham Young" por meio de uma aula de fonografia que ele deu após a morte de Joseph Smith, à qual Young compareceu.:6:143 William W. Phelps ajudou a "elaborar as letras" com Pratt. :147

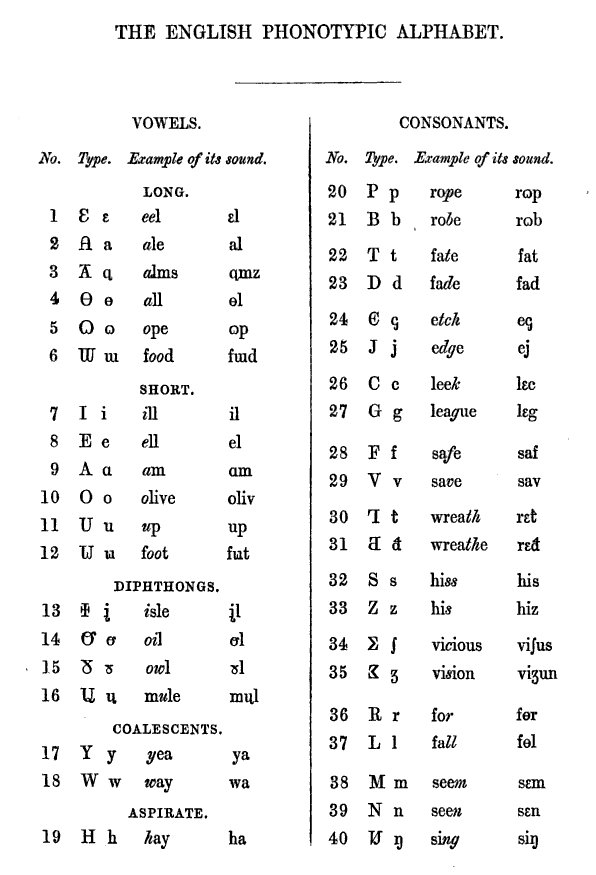
O alfabeto Deseret foi baseado no alfabeto fonotípico inglês de Isaac Pitman e, de fato, o alfabeto de Pitman quase foi escolhido pelo Conselho de Regentes como sua reforma ortográfica preferida.

Antes de optarem pelo alfabeto Deseret, a atenção do conselho de regentes estava voltada principalmente para os alfabetos do estilo Pitman e, em abril de 1847, Brigham Young quase comprou 91 kg de tipos de chumbo para imprimir livros usando a ortografia Pitman.:7 A Universidade de Deseret foi incorporada em 28 de fevereiro de 1850; menos de três semanas depois, em 20 de março, o novo conselho de regentes começou a discutir a reforma ortográfica.
Em 29 de novembro de 1853, o comitê estava pronto para aprovar uma versão ligeiramente modificada da ortografia de Pitman, quando o apóstolo Willard Richards, segundo conselheiro de Young, que havia adoecido e perdido o debate antes da votação, viu o alfabeto proposto, que escrevia a palavra "phonetic" como "fɷnetic",:10 Richards foi rápido em condená-lo, dizendo ao comitê: "Queremos um novo tipo de alfabeto [...] esses caracteres [...] parecem ser como colocar vinho novo em garrafas velhas [...] estou inclinado a pensar [...] que devemos [...] jogar fora todos os caracteres que tenham muita semelhança com os caracteres ingleses e introduzir um alfabeto que seja original [...] um alfabeto totalmente diferente de qualquer alfabeto em uso".:10
Essas palavras persuadiram Brigham Young e o restante do comitê, e Watt então se esforçou para criar um alfabeto original. Menos de dois meses depois, em 19 de janeiro de 1854, a junta de regentes finalmente aprovou o primeiro alfabeto Deseret de 38 letras.:11 No entanto, um legado da ortografia de Pitman sobreviveu: a ideia de que uma letra deveria equivaler a um som.:150–152

### Uso pelos pioneiros mórmons (1854-1869)
Após a aceitação do alfabeto, seu primeiro usuário foi seu principal criador, George D. Watt, que começou a escrever as atas das reuniões dos primeiros bispos em uma forma cursiva em 1854.:12 Quase imediatamente após sua publicação, os membros da Igreja começaram a fazer experiências com ele e, em 1855, os escritores de viagens Jules Remy e Julius Brenchley publicaram um gráfico do novo alfabeto que diferia bastante da versão de 1854. Alguns dos primeiros mórmons, como Thales Hastings Haskell, começaram a escrever seus diários pessoais no novo alfabeto.:16 Remy relatou ainda que, durante sua estada em Salt Lake City, viu placas nas ruas e em cima de lojas usando o novo alfabeto.
Após sua aprovação pelo conselho de regentes, Brigham Young testemunhou perante a legislatura territorial de Utah que o novo alfabeto deveria "ser ensinado de forma completa e extensiva em todas as escolas". De fato, foi ensinado em algumas escolas de Utah: John B. Milner ensinou o alfabeto em Provo, Lehi, American Fork e Pleasant Grove, enquanto aulas noturnas foram ministradas em Salt Lake City e Farmington.
Após vários meses de prática de escrita com o novo alfabeto, Watt escreveu a Brigham Young dizendo que estava insatisfeito com ele e propôs uma revisão completa, que nunca foi levada adiante.:22
A notícia do novo alfabeto logo se espalhou para fora de Utah, e a maioria das reportagens da imprensa em jornais não mórmons foi crítica. Outros escritores, no entanto, familiarizados com outros alfabetos fonotípicos e estenográficos, fizeram desde descrições neutras do novo alfabetoe até elogios.
Até esse ponto, todo o material impresso (em sua maioria apenas gráficos do alfabeto e seus equivalentes ortográficos padrão) havia sido produzido com tipos grandes de madeira, que não eram adequados para impressão em tamanhos pequenos. Como o alfabeto era totalmente exclusivo, não havia nenhuma fonte, então, em 1857, o conselho de regentes nomeou Erastus Snow para adquirir tipos de metal da Ladew & Peer, uma empresa de fundição de fontes sediada em St. Louis. No entanto, em maio de 1857, teve início a Guerra de Utah, e Snow deixou St. Louis para apoiar os pioneiros mórmons. Durante a guerra, a Ladew & Peer continuou trabalhando no tipo, e os punções e as matrizes foram entregues em 1858. O primeiro uso do novo tipo foi para fazer um cartão de visita para George A. Smith, um dos primeiros historiadores mórmons.:15

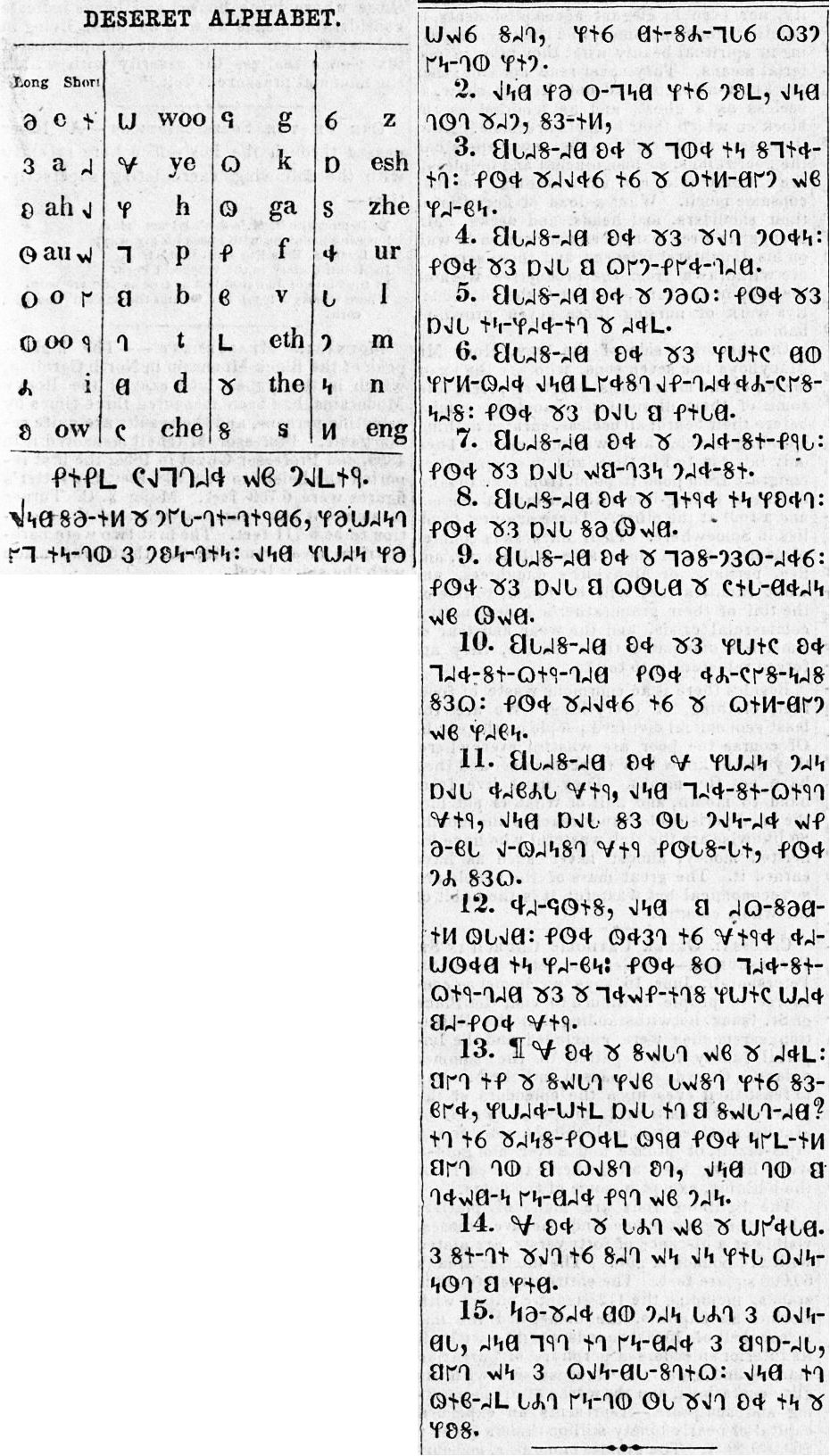
O Sermão da Montanha como aparece na edição de 16 de fevereiro de 1859 do Deseret News.

Em 1859, com o novo tipo de letra em mãos, o Deseret News começou a imprimir com ele. Ele imprimia um artigo por edição no novo alfabeto, geralmente uma citação do Livro de Mórmon ou do Novo Testamento. No entanto, isso durou apenas um ano, após o qual a prática foi interrompida; ela recomeçou em maio de 1864 e parou permanentemente no final daquele ano. :20
Benn Pitman, irmão de Isaac Pitman, também estava interessado na reforma ortográfica e, em 1864, havia publicado sua própria ortografia, que o conselho de regentes considerou adotar. No entanto, eles acabaram decidindo não fazê-lo e aproveitaram a oportunidade para reafirmar seu compromisso com o alfabeto Deseret. :20
Brigham Young atribuiu o fracasso dessa primeira tentativa de reforma à feiura do tipo desenvolvido pela Ladew & Peer e, por isso, encomendou à Russell's American Steam Printing House, uma fundição de fontes sediada na cidade de Nova Iorque, o projeto de um tipo mais agradável. O resultado foi a fonte estilo Bodoni (abaixo), usada para imprimir todos os livros desse período. :20 Em um artigo de 1868, o Deseret News escreveu que "os caracteres, para uma pessoa não acostumada a eles, podem parecer estranhos, [mas] para os olhos que os conhecem, são lindos".:69
Suas inscrições dizem:
𐐜 𐐔𐐇𐐝𐐀𐐡𐐇𐐓 𐐙𐐊𐐡𐐝𐐓/𐐝𐐇𐐗𐐊𐐤𐐔 𐐒𐐋𐐗 𐐒𐐌 𐐜 𐐡𐐀𐐖𐐇𐐤𐐓𐐝 𐐱𐑂 𐑄 𐐔𐐇𐐝𐐀𐐡𐐇𐐓 𐐏𐐆𐐅𐐤𐐆𐐚𐐊𐐡𐐝𐐆𐐓𐐆 1868.
THE DESERET FIRST/SECOND BOOK BY THE REGENTS of the DESERET UNIVERSITY
Pelo menos quatro livros foram publicados no novo alfabeto, todos transcritos por Orson Pratt e todos usando a fonte da Russell's House: The First Deseret Alphabet Reader (1868), The Second Deseret Alphabet Reader (1868), O Livro de Mórmon (1869) e um trecho do Livro de Mórmon do Primeiro Livro de Néfi à Ômni (1869).:69–70
Uma quantidade considerável de material não impresso no alfabeto Deseret foi produzida, incluindo uma réplica da lápide em Cedar City, Utah, algumas moedas, cartas, diários e atas de reuniões. Um dos itens mais curiosos encontrados no alfabeto Deseret é um dicionário inglês-hopi preparado por dois missionários mórmons. O documento manuscrito permaneceu nos arquivos da Igreja SUD, em grande parte ignorado até 2014, quando o pesquisador de sistemas de escrita e cientista da computação Kenneth R. Beesley o redescobriu e o transcreveu para o inglês escrito padrão.

### Declínio (1869–1877)
Apesar de anos de intensa promoção, o alfabeto Deseret nunca foi amplamente adotado. Essa relutância se deveu em parte aos custos proibitivos; o projeto já havia custado à igreja primitiva US$ 20.000,:76 sendo que US$ 6.000 foram para Pratt como remuneração por seu esforço de transcrição e a maior parte do restante foi destinada ao corte de tipos de metal com o novo alfabeto e custos de impressão.:6 Em 1859, Orson Pratt estimou que o custo para fornecer livros didáticos adequados a todos os alunos do Território de Utah seria de mais de US$ 5.000.000. :76
De acordo com Beesley, muitos escreveram que o interesse pelo alfabeto Deseret morreu com Brigham Young. Isso, porém, não é verdade, pois o alfabeto já era considerado um fracasso na época de Young. :29 Apenas 500 exemplares do Livro de Mórmon completo traduzido para o alfabeto Deseret foram vendidos por US$ 2 cada, e até mesmo Young percebeu que o empreendimento era muito caro e que nem mesmo os mórmons mais devotos poderiam ser convencidos a comprar e estudar os livros da edição Deseret em vez dos livros na ortografia tradicional. :27 No final de 1870, apenas um ano após sua publicação, os anúncios dos livros do alfabeto Deseret foram discretamente retirados do Deseret News.

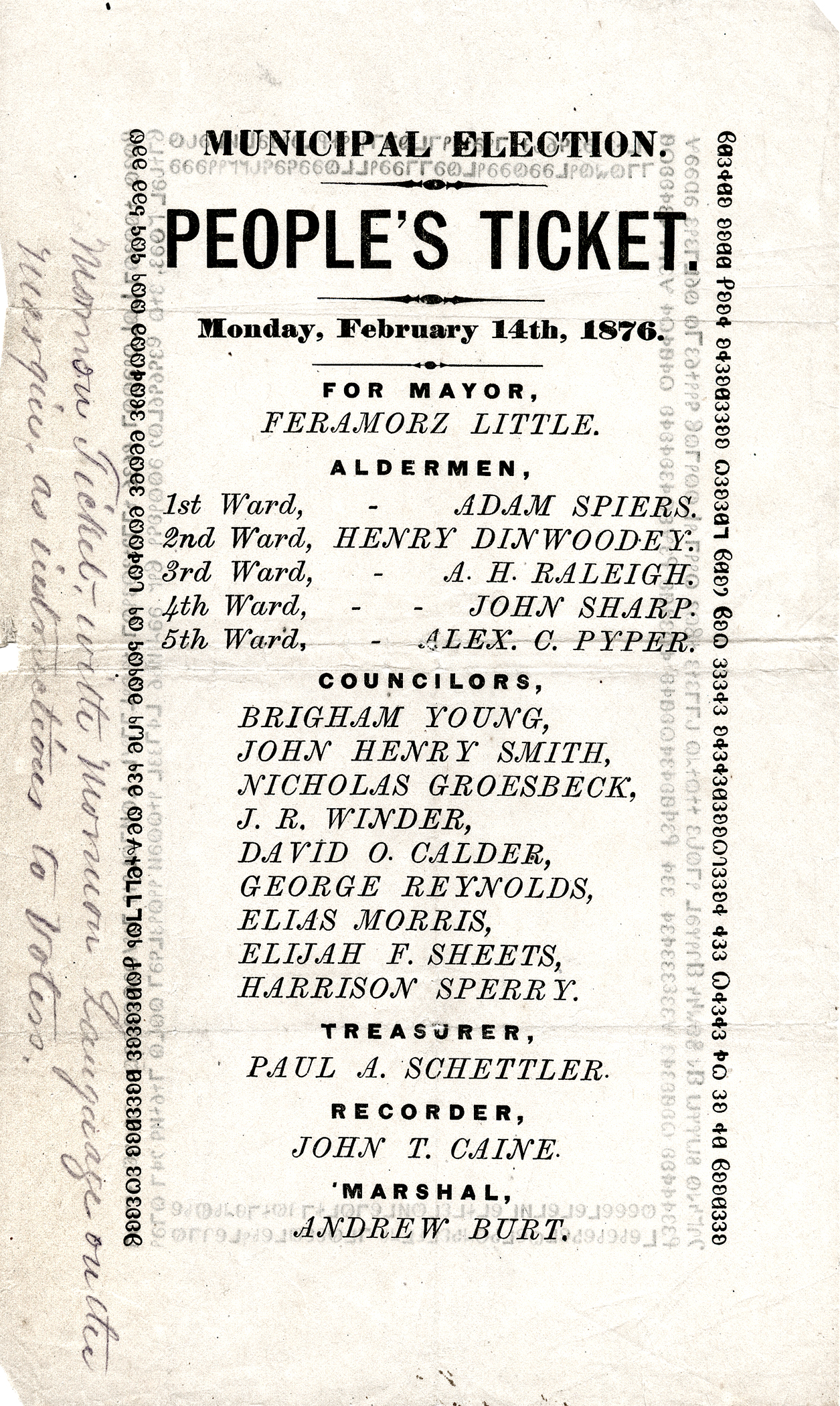
Um bilhete de campanha de 1876 para o Partido do Povo de Utah. A fonte Deseret é reciclada para formar uma borda. As "palavras" na borda não têm sentido.

Escritores contemporâneos observaram que milhares de exemplares das cartilhas Deseret de 15 e 20 centavos não foram vendidos :6 e o historiador Roby Wentz especulou que a Igreja SUD naquela época tinha um "estoque" de cartilhas em perfeitas condições, que estava vendendo aos poucos. Segundo ele, uma dessas cartilhas foi vendida por US$ 250 em 1978.
Os mórmons haviam planejado usar os lucros da venda dos livros anteriores para financiar a impressão de mais livros e, de antemão, Orson Pratt já havia transcrito a Bíblia completa, Doutrina e Convênios e o Catecismo para Crianças de John Jaques. Pratt também havia preparado uma aparente sequência para as cartilhas, o Deseret Phonetic Speller. No entanto, após o fracasso de vendas, nenhum desses livros foi publicado e foram considerados perdidos até serem redescobertos em uma área de armazenamento dos arquivos da Igreja SUD em Salt Lake City, em maio de 1967.
Ralph Vigoda, repórter do The Philadelphia Inquirer, especulou que a conclusão da ferrovia transcontinental pode ter contribuído para a queda do alfabeto: os não mórmons, que não eram leais a Brigham Young, tornaram-se uma grande parte da cidade e, sem a motivação religiosa, seria de fato difícil fazê-los aprender um novo alfabeto. Em um artigo retrospectivo, o historiador A. J. Simmonds afirma que a nova ferrovia condenou o alfabeto. De acordo com ele, o fácil acesso a "toda a literatura do mundo de língua inglesa" tornou o alfabeto inútil.
Em julho de 1877, Young tentou mais uma vez uma reforma ortográfica, encomendando tipos de chumbo projetados para a ortografia de Benn Pitman (irmão de Isaac) com a intenção de imprimir uma edição do Livro de Mórmon e de Doutrina e Convênios usando-os. A maior parte do tipo havia chegado em agosto, mas com a morte de Young, a tradução nunca foi realizada e o tipo nunca foi usado. A morte de Young, portanto, marcou o fim das experiências mórmons com a reforma ortográfica do inglês.:29

### Redescoberta na era digital

Três perguntas ("Onde fica meu quarto?", "Onde fica a praia?" e "Onde fica o bar?") em uma fonte de computador digital Deseret

A tipografia digital moderna reduziu substancialmente os custos de composição tipográfica, especialmente para pequenas tiragens. As fontes do alfabeto Deseret licenciadas livremente podem ser usadas sem custo adicional.
O diretor de cinema Trent Harris usou o alfabeto Deseret em sua sátira de 1994 sobre a teologia mórmon, Plan 10 from Outer Space, em que ele aparece como uma linguagem alienígena usada em uma misteriosa "Placa de Colobe".:37
Durante a comemoração do Centenário de Utah em 1996, foi distribuído um livro de atividades para crianças, no qual uma das atividades era a criança escrever seu próprio nome no alfabeto. O livro diz que a criança que fizer isso será "a primeira criança em 100 anos a escrever [seu] nome no alfabeto Deseret!".
Também em 1996, a Buffalo River Press publicou uma reimpressão do Deseret First Book, do qual apenas 10.000 exemplares foram originalmente impressos. Todo o Livro de Mórmon no alfabeto Deseret foi reimpresso da mesma forma, pois existem apenas 500 cópias da tiragem original, que podem ser vendidas no eBay por ≈$7.500 (em 2004).:47 Em 1997, John Jenkins fez o upload gratuito de um PDF de três partes da chamada "combinação tripla", ou seja, uma combinação do Livro de Mórmon, Doutrina e Convênios e Pérola de Grande Valor.
John Jenkins passou a publicar muitas obras clássicas da literatura inglesa no alfabeto Deseret, como Alice no País das Maravilhas, Orgulho e Preconceito e O Maravilhoso Mágico de Oz.
Devido à inclusão do conjunto de caracteres no Unicode, a maioria dos livros originais e muitos dos manuscritos originais foram transcritos para texto simples:32–34 e, quando isso não é possível devido a discrepâncias entre os glifos de referência Unicode e os documentos, LaTeX.:42

#### Fontes

A frase "𐐆𐑌𐑁𐐲𐑉𐑋𐐩𐑇𐐲𐑌 𐐶𐐪𐑌𐐻𐑅 𐐻𐐭 𐐺 𐑁𐑉𐐨"(A informação quer ser livre) em cinco fontes Deseret. De cima para baixo, Noto Sans Deseret, QueenBee Star, TuBeeRound, Times Bee e Analecta.

## Alfabeto
Embora o alfabeto Deseret tenha letras maiúsculas e minúsculas, geralmente a única diferença entre as formas minúsculas e maiúsculas é que as formas maiúsculas são maiores.
| Glifo                                                          | Nome    |      |     | Glifo    | Nome |     |         | Glifo | Nome |          |       | Glifo | Nome |  |
| 𐐀 𐐨                                                            | I longo | /iː/ | 𐐁 𐐩 | E longo  | /eɪ/ | 𐐂 𐐪 | A longo | /ɑː/  | 𐐃 𐐫  | Ah longo | /ɔː/  |       |      |  |
| 𐐄 𐐬                                                            | O longo | /oʊ/ | 𐐅 𐐭 | Oo longo | /uː/ | 𐐆 𐐮 | I curto | /ɪ/   | 𐐇 𐐯  | E curto  | /ɛ/   |       |      |  |
| 𐐈 𐐰                                                            | A curto | /æ/  | 𐐉 𐐱 | Ah curto | /ɒ/  | 𐐊 𐐲 | O curto | /ʌ/   | 𐐋 𐐳  | Oo curto | /ʊ/   |       |      |  |
| 𐐌 𐐴                                                            | Ay      | /aɪ/ | 𐐍 𐐵 | Ow       | /aʊ/ | 𐐎 𐐶 | Wu      | /w/   | 𐐏 𐐷  | Yee      | /j/   |       |      |  |
| 𐐐 𐐸                                                            | H       | /h/  | 𐐑 𐐹 | Pee      | /p/  | 𐐒 𐐺 | Bee     | /b/   | 𐐓 𐐻  | Tee      | /t/   |       |      |  |
| 𐐔 𐐼                                                            | Dee     | /d/  | 𐐕 𐐽 | Chee     | /tʃ/ | 𐐖 𐐾 | Jee     | /dʒ/  | 𐐗 𐐿  | Kay      | /k/   |       |      |  |
| 𐐘 𐑀                                                            | Gay     | /ɡ/  | 𐐙 𐑁 | Ef       | /f/  | 𐐚 𐑂 | Vee     | /v/   | 𐐛 𐑃  | Eth      | /θ/   |       |      |  |
| 𐐜 𐑄                                                            | Thee    | /ð/  | 𐐝 𐑅 | Es       | /s/  | 𐐞 𐑆 | Zee     | /z/   | 𐐟 𐑇  | Esh      | /ʃ/   |       |      |  |
| 𐐠 𐑈                                                            | Zhee    | /ʒ/  | 𐐡 𐑉 | Er       | /r/  | 𐐢 𐑊 | El      | /l/   | 𐐣 𐑋  | Em       | /m/   |       |      |  |
| 𐐤 𐑌                                                            | En      | /n/  | 𐐥 𐑍 | Eng      | /ŋ/  | 𐐦 𐑎 | Oi*     | /ɔɪ/  | 𐐧 𐑏  | Ew*      | /juː/ |       |      |  |
| *Não faz parte do alfabeto original; consulte § Versões abaixo |         |      |     |          |      |     |         |       |      |          |       |       |      |  |

É permitido um certo grau de ortografia livre para acomodar as diferenças dialetais do inglês. Por exemplo, Na edição Deseret do Livro de Mórmon, a palavra "wherefore" está escrita como 𐐸𐐶𐐯𐑉𐑁𐐬𐑉 (/hwɛrfoʊr/), o que significa que o tradutor do livro não apresentou a fusão de /hw/. Aqueles que admitem a fusão podem preferir a grafia 𐐶𐐯𐑉𐑁𐐬𐑉 para corresponder à pronúncia (/wɛrfoʊr/), ou, dependendo do dialeto, talvez 𐐶𐐯𐑉𐑁𐐫𐑉 (/wɛrfɔːr/).:38
O alfabeto foi projetado para ser capaz de escrever todas as vogais usadas no dialeto falado em Utah no século XIX. O inventário de vogais também foi atribuído ao fato de que, ao contrário de outros pioneiros americanos, os pioneiros mórmons eram da Nova Inglaterra e não do sul dos Estados Unidos. Dessa forma, muitas das vogais do alfabeto Deseret se fundiram na era moderna: elas não são mais distinguidas em alguns dialetos do inglês, especialmente nos dialetos do inglês americano, embora ainda estejam presentes em outros, como muitas variedades do inglês britânico.
Outros falantes não fazem distinção entre /ɑː/ (𐐪) e /ɒ/ (𐐱), e, portanto, tanto "father" quanto "bother" seriam escritos com 𐐪: como 𐑁𐐪𐑄𐐲𐑉 e 𐐺𐐪𐑄𐐲𐑉 ao contrário de 𐑁𐐪𐑄𐐲𐑉 e 𐐺𐐱𐑄𐐲𐑉. Em alguns casos, /ɔː/ (𐐫) e/ɒ/ (𐐱) não são mais diferenciados: tanto "cot" quanto "caught" são, portanto, escritos como 𐐿𐐱𐐻 (/kɒt/) no caso do inglês norte-americano, e como 𐐿𐐫𐐻 (/kɔːt/) no caso do inglês escocês. Para falantes que apresentam ambas as fusões, ambas seriam escritas 𐐿𐐪𐐻 (/kɑːt/).:28

### Versões
Várias versões do alfabeto foram publicadas. A maioria das versões (incluindo as versões usadas em The Deseret First Book, The Deseret Second Book, The Deseret News e O livro de mórmon) tinha apenas 38 letras, mas algumas versões continham duas ligaduras, 𐐧 (ew) e 𐐦 (oi). Ao invés de 𐐮𐐭 ou 𐐷𐐭, 𐑏 deveria ser usado; no lugar de 𐐱𐐮, 𐑎.
Na edição de 23 de fevereiro de 1859 do Deseret News, os editores anunciaram sua aprovação das duas novas letras e a possível intenção de usá-las no boletim informativo. No entanto, devido à tecnologia de tipografia de metal quente em uso na época, a fundição das novas letras para uso teria sido uma despesa considerável, por isso nunca foi realizada.

### Representação de[ə]
O alfabeto Deseret não tem um símbolo distinto para a vogal central média ([ə], "schwa"). A falta de um schwa foi citada como a maior "falha fonológica" do alfabeto.:3

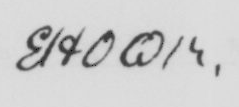
Shelton usando seu schwa para escrever à mão a palavra "broken" (𐐺𐑉𐐬𐐿ı𐑌) (/ˈbroʊkən/). A maneira padrão de representar essa palavra é 𐐺𐑉𐐬𐐿𐑌 (/ˈbroʊkn/).

Devido à falta de um schwa, o autor deve escrever o som que seria usado se a palavra fosse acentuada. Por exemplo, a palavra enough é comumente pronunciada /əˈnʌf/, mas quando é enfatizado (como em uma expressão de irritação), é pronunciado /iˈnʌf/. A grafia Deseret da palavra, 𐐨𐑌𐐲𐑁, reflete essa pronúncia acentuada. Se [ə] não tem um valor inerente de ênfase em uma palavra, como costuma acontecer antes de /r/, então ele é escrito como 𐐲.:32–33
Marion J. Shelton, um dos primeiros missionários mórmons, propôs o acréscimo de um novo glifo para representar o schwa, uma linha vertical simples da mesma altura de outros caracteres Deseret com aparência semelhante ao i (ı) sem ponto. Entretanto, o acréscimo desse glifo não pegou entre seus contemporâneos, e nenhum outro documento além dos escritos por Shelton faz uso dele.:19–20 Shelton usou o novo glifo em uma carta de 1860 para Brigham Young relatando uma missão recém-concluída com o povo Paiute.

### Valores silábicos
Cada letra do alfabeto Deseret tem um nome e, quando uma letra é escrita sozinha, ela tem o valor desse nome. Isso permite que algumas palavras curtas sejam escritas com uma única letra e é chamado de "valor silábico" de uma letra. A palavra mais comum em inglês, the, é escrita simplesmente 𐑄, pois o nome da letra é/ðiː/ e essa é a pronúncia tônica da palavra. As consoantes com valores silábicos são 𐐶 (woo), 𐐷 (yee), 𐐸 (ha), 𐐹 (pee), 𐐺 (be/bee), 𐐻 (tee/tea), 𐐽 (qi), 𐐾 (gee), 𐑀 (gay), e 𐑄 (the/thee).:25
Os valores silábicos não se aplicam às palavras, embora esse fosse o caso anteriormente. Nos primeiros documentos, Watt escreve "people" como 𐐹𐐹𐑊 com a expectativa de que os leitores interpretem o primeiro 𐐹 como /piː/, mas o segundo 𐐹 como /p/.:13 Essa mudança de valor contextual foi logo eliminada, de modo que, em documentos posteriores, enquanto "bee" é escrita 𐐺, "bees" é escrita 𐐺𐐨𐑆.
Em versões de 40 letras do alfabeto que incluem a letra 𐐧 (ew), que representa /juː/, a letra 𐐧, quando isolada, pode ser usada para representar a palavra "you".:25,51

## Exemplos

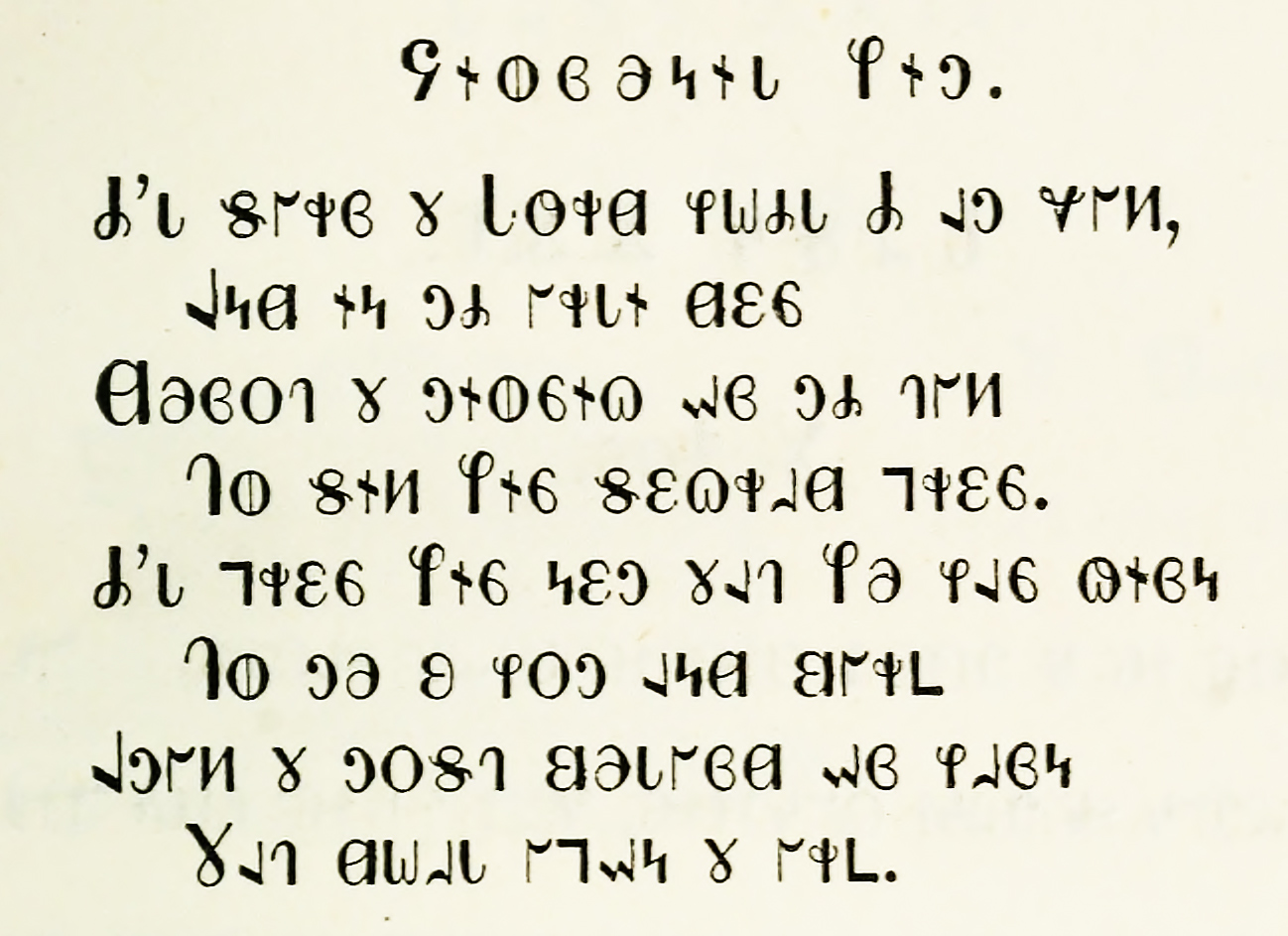
Hino do Deseret Second Book, impresso em 1868. A primeira linha do hino diz "I'll serve the Lord while I am young" (Servirei ao Senhor enquanto for jovem) - 𐐌'𐑊 𐑅𐐲𐑉𐑂 𐑄 𐐢𐐫𐑉𐐼 𐐸𐐶𐐴𐑊 𐐌 𐐰𐑋 𐐷𐐲𐑍, e é pronunciada como /aɪl sʌrv ð(ə) lɔːrd hwaɪl aɪ æm jʌŋ/.

– Hello, how are you? (Olá, como você está?)
– I'm doing great, thanks! (Estou muito bem, obrigado!)
– It was nice seeing you, but I've got to run! Take care! (Foi bom ver você, mas tenho que correr! Se cuida!)
– 𐐐𐐯𐑊𐐬, 𐐸𐐵 𐐪𐑉 𐑏?
– 𐐌'𐑋 𐐼𐐭𐐮𐑍 𐑀𐑉𐐩𐐻, 𐑃𐐰𐑍𐐿𐑅!
– 𐐆𐐻 𐐶𐐲𐑆 𐑌𐐴𐑅 𐑅𐐨𐐨𐑍 𐑏, 𐐺𐐲𐐻 𐐌'𐑂 𐑀𐐪𐐻 𐐻𐐭 𐑉𐐲𐑌! 𐐓𐐩𐐿 𐐿𐐩𐑉!
- Oil floats on water, but mercury sinks below both. This is due to their relative densities. (O óleo flutua na água, mas o mercúrio afunda em ambos. Isso se deve às suas densidades relativas)

- - 𐐦𐑊 𐑁𐑊𐐬𐐻𐑅 𐐪𐑌 𐐶𐐫𐐻𐐲𐑉, 𐐺𐐲𐐻 𐑋𐐲𐑉𐐿𐐷𐐲𐑉𐐨 𐑅𐐮𐑍𐐿𐑅 𐐺𐐮𐑊𐐬 𐐺𐐬𐑃. 𐐜𐐮𐑅 𐐮𐑆 𐐼𐐭 𐐻𐐭 𐑄𐐯𐑉 𐑉𐐯𐑊𐐲𐐻𐐮𐑂 𐐼𐐯𐑌𐑅𐐮𐐻𐐨𐑆.

A primeira lição do Deseret First Book diz simplesmente:
| LIÇÃO I I am in. (Estou em) As we go. (À medida que avançamos) On to it. (Em frente) | 𐐢𐐇𐐝𐐤 I. 𐐌 𐐰𐑋 𐐮𐑌. 𐐈𐑆 𐐶𐐨 𐑀𐐬. 𐐉𐑌 𐐻𐐭 𐐮𐐻. |
|                                                                                      |                                      |

No Deseret Second Book, há uma versão de Twinkle, Twinkle, Little Star na página 19:
| LIÇÃO XVI. The Little Star Twinkle, twinkle, little star, How I wonder what you are. Up above the world so high, Like a diamond in the sky. When the blazing sun is set, And the grass with dew is wet, Then you show your little light; Twinkle, twinkle, all the night. Then if I were in the dark, I would thank you for your spark; I could not see which way to go, If you did not twinkle so. And when I am sound asleep, Oft you through my window peep, For you never shut your eye Til the sun is in the sky. | 𐐢𐐇𐐝𐐤 XVI. 𐐜 𐐢𐐮𐐻𐑊 𐐝𐐻𐐪𐑉. 𐐓𐐶𐐮𐑍𐐿𐑊, 𐐻𐐶𐐮𐑍𐐿𐑊, 𐑊𐐮𐐻𐑊 𐑅𐐻𐐪𐑉, 𐐐𐐵 𐐌 𐐶𐐲𐑌𐐼𐐯𐑉 𐐸𐐶𐐱𐐻 𐐷𐐭 𐐪𐑉. 𐐊𐐹 𐐰𐐺𐐲𐑂 𐑄 𐐶𐐲𐑉𐑊𐐼 𐑅𐐬 𐐸𐐴, 𐐢𐐴𐐿 𐐪 𐐼𐐴𐑋𐐲𐑌𐐼 𐐮𐑌 𐑄 𐑅𐐿𐐴. 𐐐𐐶𐐯𐑌 𐑄 𐐺𐑊𐐩𐑆𐐮𐑍 𐑅𐐲𐑌 𐐮𐑆 𐑅𐐯𐐻, 𐐈𐑌𐐼 𐑄 𐑀𐑉𐐪𐑅 𐐶𐐮𐑄 𐐼𐐮𐐭 𐐮𐑆 𐐶𐐯𐐻, 𐐜𐐯𐑌 𐐷𐐭 𐑇𐐬 𐐷𐐭𐑉 𐑊𐐮𐐻𐑊 𐑊𐐴𐐻; 𐐓𐐶𐐮𐑍𐐿𐑊, 𐐻𐐶𐐮𐑍𐐿𐑊, 𐐫𐑊 𐑄 𐑌𐐴𐐻. 𐐜𐐯𐑌 𐐮𐑁 𐐌 𐐶𐐲𐑉 𐐮𐑌 𐑄 𐐼𐐪𐑉𐐿, 𐐌 𐐶𐐳𐐼 𐑃𐐰𐑍𐐿 𐐷𐐭 𐑁𐐫𐑉 𐐷𐐭𐑉 𐑅𐐹𐐪𐑉𐐿; 𐐌 𐐿𐐳𐐼 𐑌𐐱𐐻 𐑅𐐨 𐐸𐐶𐐮𐐽 𐐶𐐩 𐐻𐐭 𐑀𐐬, 𐐆𐑁 𐐷𐐭 𐐼𐐮𐐼 𐑌𐐱𐐻 𐐻𐐶𐐮𐑍𐐿𐑊 𐑅𐐬. 𐐈𐑌𐐼 𐐸𐐶𐐯𐑌 𐐌 𐐰𐑋 𐑅𐐵𐑌𐐼 𐐰𐑅𐑊𐐨𐐹, 𐐉𐑁𐐻 𐐷𐐭 𐑃𐑉𐐭 𐑋𐐴 𐐶𐐮𐑌𐐼𐐬 𐐹𐐨𐐹, 𐐙𐐫𐑉 𐐷𐐭 𐑌𐐯𐑂𐐯𐑉 𐑇𐐲𐐻 𐐷𐐭𐑉 𐐴 𐐓𐐮𐑊 𐑄 𐑅𐐲𐑌 𐐮𐑆 𐐮𐑌 𐑄 𐑅𐐿𐐴. |
| | |

## Escrita à mão
Havia duas formas principais de escrita à mão do alfabeto Deseret: uma versão cursiva e uma versão impressa. Durante a vida útil do alfabeto, a forma cursiva caiu em desuso entre a maioria dos usuários do alfabeto e, em 1856, não havia mais documentos cursivos.:21 No entanto, seu impacto sobre os glifos ainda pode ser visto claramente nos traços de certos caracteres, como 𐑅, 𐑀 e 𐐼. :13 As primeiras versões sobreviventes do alfabeto Deseret, de 1853 (um ano antes de sua aprovação em janeiro de 1854), apresentam formas impressas e cursivas lado a lado, sugerindo que a forma cursiva fazia parte do plano desde o início.

### Cursiva

"Wikipedia, the free encyclopedia that anyone can edit" (Wikipedia, a enciclopédia livre que qualquer pessoa pode editar) 𐐎𐐮𐐿𐐨𐐹𐐨𐐼𐐨𐐲, 𐑄 𐑁𐑉𐐨 𐐯𐑌𐑅𐐴𐐿𐑊𐐬𐐹𐐨𐐼𐐨𐐲 𐑄𐐰𐐻 𐐯𐑌𐐨𐐶𐐲𐑌 𐐿𐐰𐑌 𐐯𐐼𐐮𐐻

A forma cursiva do alfabeto Deseret foi usada principalmente por duas pessoas: George D. Watt e James Henry Martineau.:21 Watt, um estenógrafo, registrou várias reuniões de bispos e escreveu outros documentos pessoais nesse estilo cursivo. :13 Um gráfico da forma cursiva aparece abaixo. Os glifos azuis representam como escrever cada caractere, enquanto a linha superior dos glifos impressos mostra o glifo de referência Unicode correspondente.
O estilo cursivo tem muitas características não ortodoxas, incomuns nos sistemas de escrita alfabética. As vogais podem ser omitidas se o escritor estiver com pressa e achar que a palavra é óbvia, como em um abjad, as letras podem ser escritas acima ou abaixo da linha de base, dependendo do que as precede, e o 𐐮 é colocado sobre as letras depois que elas já estão escritas, como em um abugida. Além disso, ao contrário do alfabeto tipográfico, o alfabeto cursivo não tem letras maiúsculas e minúsculas. Essas características podem ter surgido porque Watt era um especialista local em taquigrafia Pitman, que é escrita de maneira semelhante. :13
A tabela abaixo mostra alguns exemplos de como a forma cursiva é escrita. As vogais omitidas estão marcadas entre parênteses.

### Letra de imprensa
George D. Watt achou seu próprio alfabeto complicado de escrever e o abandonou. Como ele escreveu para Brigham Young em 21 de agosto de 1854:
Prezado irmão, envio aqui para sua análise o resultado de muita reflexão e prática extensiva sobre o novo alfabeto desde a última reunião do Conselho de Regentes.  Confesso francamente que nunca gostei da construção atual do alfabeto. Não me deixaram tão livre quanto eu gostaria de estar em sua construção. [...] Agora estou plenamente convencido de que esse não é o método mais rápido de escrever e imprimir, mas, ao contrário, retarda a mão em seu curso.Original (em inglês): Dear Bro. I herein submit for your examination the result of much thought and extensive practice on the new alphabet since the Board of Regents last met.  I candidly confess that I never did like the present construction of the alphabet. I was not left as free as I could have wished to be in the construction of it. [...] I am now thoroughly convinced that it is not the most expeditious method of writing and printing, but on the contrary it retards the hand in its onward course. (em inglês)

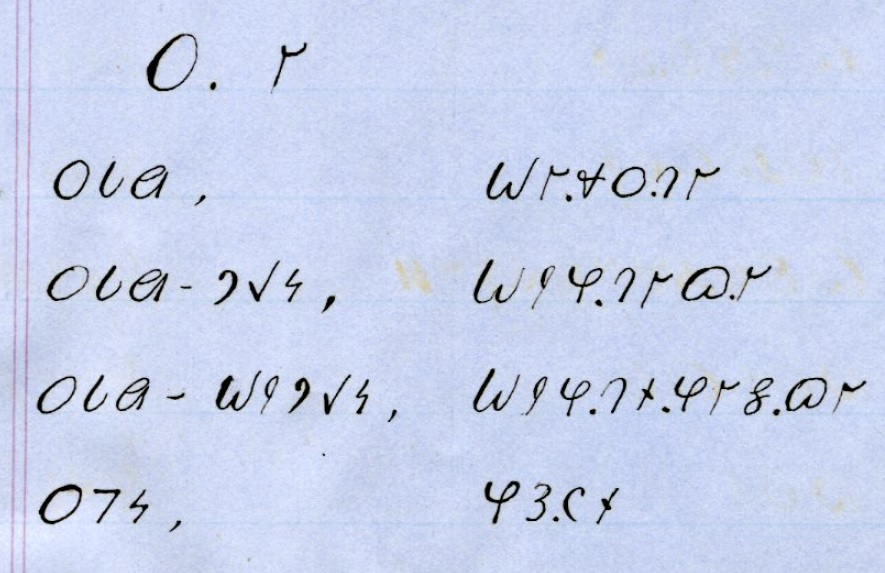
Um fragmento do dicionário Hopi de Marion Shelton, a fonte de sua caligrafia. Esta seção mostra traduções para o idioma Hopi (dialeto de Oraibi, Arizona) de palavras que começam com o fonema inglês /oʊ/.

Seu novo alfabeto se assemelhava muito a uma publicação de Isaac Pitman de 1853, contendo apenas 33 letras. Entretanto, a essa altura, Young ainda estava apaixonado pelo alfabeto Deseret original e, por isso, rejeitou a proposta e Watt continuou a promover publicamente o alfabeto como parte de seu trabalho, apesar de suas reservas.
Depois de 1855, não aparecem mais documentos cursivos, e todos os diários remanescentes são escritos em letras maiúsculas. :21 Marion J. Shelton, um dos primeiros missionários mórmons que escreveu um dicionário da língua Hopi no alfabeto, era um escritor Deseret "típico" de 40 letras,:19 e seu estilo de escrita é mostrado abaixo.

## Críticas ao estilo
O alfabeto Deseret foi projetado propositadamente de modo a não ter ascendentes e descendentes. :14 Isso foi concebido como um benefício prático para o alfabeto em uma era de tipos de metal: depois de muitos usos, as bordas dos tipos de letras tornam-se opacas, e os ascendentes e descendentes estreitos são mais propensos a esse efeito.
Embora bem-intencionada, essa falta foi descrita como um erro "catastrófico" que torna o tipo "monótono" e faz com que todas as palavras pareçam iguais. Alguns brincaram que essa qualidade estética poderia fazer com que o novo alfabeto fosse confundido de longe com um ledger turco.Os pioneiros mórmons aparentemente estavam cientes dos problemas causados por sua monotonia::76
O Presidente Young decidiu que [as letras] não são tão bem adaptadas para o propósito projetado quanto se esperava que fossem. Como não há hastes (ascendentes ou descendentes) nas letras, e todas são muito uniformes, elas são agradáveis aos olhos, devido à sua uniformidade.Original (em inglês): President Young has decided that [the letters] are not so well adapted for the purpose designed as it was hoped they would be. There being no shanks (ascenders or descenders) to the letters, all being very even, they are trying to the eye, because of their uniformity. artigo em Juvenile Instructor, 2 de outubro de 1875 (em inglês)
Outras críticas ao design foram ainda mais severas. Em um editorial de 18 de dezembro de 1857 no Boston Globe, o alfabeto foi descrito como sendo "organizado e nomeado de forma a causar o maior incômodo possível aos forasteiros" e o desenho das letras como "incompreensível como [...] os hieróglifos dos [...] egípcios". Em 4 de março de 1872, o The New York Times chamou o alfabeto de "rude, desajeitado e incômodo".
Algumas fontes de computador modernas e livros impressos tentaram corrigir essa falha percebida: nos livros da série Deseret Alphabet Classics, de John Jenkins, a fonte usada acrescenta um descendente a 𐑉 e 𐐻 e um ascendente a 𐐼 e 𐑇, entre outros ajustes.

## Outras motivações
Oficialmente, o alfabeto Deseret foi criado para simplificar a ortografia das palavras em inglês para o benefício das crianças e dos estudantes de inglês como segunda língua. Alguns dos contemporâneos do alfabeto, no entanto, propuseram uma motivação alternativa para seu desenvolvimento: aumentar o isolamento dos primeiros mórmons.

### Para evitar que pessoas de fora lessem os segredos mórmons (em grande parte descartado)
A acusação de que o principal objetivo do alfabeto Deseret era manter as pessoas de fora ("gentios", na terminologia SUD) na ignorância foi levantada quase que imediatamente, conforme evidenciado pela seguinte reimpressão do Lyttelton Times de 1858 de um "jornal de Nova York" desconhecido:

Sigilo mórmon.—O novo "Alfabeto Deseret" foi concluído, e uma fonte de tipos paica foi fundida em St. Louis. Espécimes do tipo são publicados nos jornais de St. Louis, mas eles não podem ser reproduzidos em tipos que as pessoas comuns usam [...] Os votos do irmão Brigham serão, a partir de agora, uma carta selada, literalmente, aos olhos dos gentios.Original (em inglês): Mormon Secretiveness.—The new "Deseret Alphabet" is completed, and a fount of pica type has been cast in St. Louis. Specimens of the type are published in the St. Louis papers, but they are unproducible in types that common people use [...] The ukases of Brother Brigham will hereafter be a sealed letter, literally, to Gentile eyes. (em inglês)
Tendo obtido um exemplar do Deseret News em 1859, o Richmond Dispatch o depreciou em 25 de abril, escrevendo: "O Deseret News está repleto de hieróglifos. Parece ser (um alfabeto) que deve ser ensinado somente aos mórmons".
Os historiadores modernos, no entanto, duvidam da veracidade dessa teoria. Por um lado, observa Kenneth R. Beesley, o Deseret News e todos os livros publicados sobre o alfabeto apresentam de forma proeminente um código do alfabeto,:36 e qualquer pessoa sem um código poderia ter obtido uma cópia de A Journey to Great-Salt-Lake City, ou viajado para Salt Lake City e comprado um. Os estudiosos contemporâneos Richard F. Burton e Jules Remy também rejeitaram o argumento do segredo, em 1860 e 1855, respectivamente.:36 

### Para impedir que os mórmons lessem literatura de fora
Com a iminente conclusão da Ferrovia Transcontinental, os pioneiros mórmons teriam acesso fácil e barato a publicações do leste, incluindo yellowbacks, penny dreadfuls, revistas pulp e outras publicações muitas vezes escandalosas ou indecentes que estavam ganhando destaque no século 19. De fato, em um artigo sobre os benefícios do alfabeto, o Deseret News escreveu com orgulho:

Se nossa comunidade estivesse situada como as outras, poderia ser quixotesco tentar introduzir essa reforma entre nós com a esperança de colocá-la em prática. Mas nossa posição é única, somos unidos. [...] Alguns têm a ideia de que, se uma criança for educada no sistema de ortografia e escrita pelo som, será prejudicial para ela aprender o sistema atual. [...] Se elas não conseguissem encontrar uma leitura melhor do que a maior parte do lixo miserável que agora está em ampla circulação, seria melhor que nunca aprendessem a ler a ortografia atual. Nesse caso, a ignorância seria uma bênção. [...] Os maiores males que agora florescem e sob os quais a cristandade geme são diretamente atribuíveis à licenciosidade da imprensa.Original (em inglês): If our community were situated as others are, it might be Quixotic to attempt the introduction of this reform among us with the hope of carrying it into practical operation. But our position is unique, we are united. [...] Some have an idea that if a child be educated in the system of spelling and writing by sound it will be a detriment to it in learning the present system. [...] If they could find no better reading than much of the miserable trash that now obtains extensive circulation, it would be better if they never learned to read the present orthography. In such a case ignorance would be blissful. [...] The greatest evils which now flourish and under which Christendom groans are directly traceable to the licentiousness of the press. "The Deseret Alphabet—Its Advantages", 19 de agosto de 1868, Deseret News (em inglês)
Em outro artigo, o Deseret News citou um exemplo do tipo de literatura que os mórmons se beneficiariam por não poderem ler: The Police Gazette:35 Os historiadores A. J. Simmonds e Roby Wentz argumentam que, embora esse possa ter sido um objetivo terciário do alfabeto, uma espécie de "acidente feliz", o objetivo principal era uma simples reforma ortográfica. Simmonds observa que o ensino de inglês para estrangeiros não era uma mera hipótese para mascarar tendências isolacionistas: na época, 35% da população do Território de Utah era escandinava, e os falantes de alemão, italiano e galês também constituíam uma porcentagem considerável dos habitantes; portanto, a comunicação entre os recém-batizados e a comunidade era um problema real.

## Codificações

Entre 1855 e 1859, a maneira como a maioria das pessoas escrevia os glifos 𐑏 e 𐑎 mudou, causando problemas de codificação ao tentar transcrever documentos usando os últimos glifos com Unicode.

O alfabeto Deseret (U+10400-U+1044F) foi adicionado ao padrão Unicode em março de 2001 com o lançamento da versão 3.1, após uma solicitação de John H. Jenkins da Apple, tornando-se um dos primeiros scripts a serem adicionados fora do Plano Básico Multilíngue.:6 As letras 𐐧 (ew) e 𐐦 (oi) foram adicionadas ao Padrão Unicode em abril de 2003 com o lançamento da versão 4.0.
De acordo com Kenneth R. Beesley, que apresentou a proposta para expandir a codificação, "as fontes Unicode baseadas na atual coleção heterogênea de glifos serão inúteis para qualquer composição prática de documentos de 40 letras do Alfabeto Deseret".:29 Isso ocorre porque o Unicode Consortium optou por usar glifos de 1855 como referência, enquanto que em 1859 esses glifos já estavam ultrapassados e foram substituídos por glifos mais novos. Beesley recomenda, portanto, o uso do LaTeX junto com sua fonte Metafont desalph para digitar o texto Deseret, mas as fontes que usam os glifos alternativos para os dois pontos de código em questão também funcionariam para a transcrição de textos Deseret de 40 letras escritos durante e após 1859.
| Deseret[1] Tabela de códigos oficial do Unicode Consortium (PDF) |   |   |   |   |   |   |   |   |   |   |   |   |   |   |   |   |
|                                                                  | 0 | 1 | 2 | 3 | 4 | 5 | 6 | 7 | 8 | 9 | A | B | C | D | E | F |
| U+1040x                                                          | 𐐀 | 𐐁 | 𐐂 | 𐐃 | 𐐄 | 𐐅 | 𐐆 | 𐐇 | 𐐈 | 𐐉 | 𐐊 | 𐐋 | 𐐌 | 𐐍 | 𐐎 | 𐐏 |
| U+1041x                                                          | 𐐐 | 𐐑 | 𐐒 | 𐐓 | 𐐔 | 𐐕 | 𐐖 | 𐐗 | 𐐘 | 𐐙 | 𐐚 | 𐐛 | 𐐜 | 𐐝 | 𐐞 | 𐐟 |
| U+1042x                                                          | 𐐠 | 𐐡 | 𐐢 | 𐐣 | 𐐤 | 𐐥 | 𐐦 | 𐐧 | 𐐨 | 𐐩 | 𐐪 | 𐐫 | 𐐬 | 𐐭 | 𐐮 | 𐐯 |
| U+1043x                                                          | 𐐰 | 𐐱 | 𐐲 | 𐐳 | 𐐴 | 𐐵 | 𐐶 | 𐐷 | 𐐸 | 𐐹 | 𐐺 | 𐐻 | 𐐼 | 𐐽 | 𐐾 | 𐐿 |
| U+1044x                                                          | 𐑀 | 𐑁 | 𐑂 | 𐑃 | 𐑄 | 𐑅 | 𐑆 | 𐑇 | 𐑈 | 𐑉 | 𐑊 | 𐑋 | 𐑌 | 𐑍 | 𐑎 | 𐑏 |
| Notas: 1.↑ A partir da versão Unicode 15.1                       |   |   |   |   |   |   |   |   |   |   |   |   |   |   |   |   |

Em 25 de fevereiro de 2016, a Biblioteca do Congresso aprovou uma romanização da ALA-LC para o alfabeto Deseret. A tabela pode ser usada para exibir aproximações de títulos em scripts não latinos usando o alfabeto latino para uso em catálogos de bibliotecas que não suportam alfabetos não latinos.